# Durgades idiocerus
Durgades idiocerus är en insektsart som beskrevs av Singh-pruthi 1930. Durgades idiocerus ingår i släktet Durgades och familjen dvärgstritar. Inga underarter finns listade i Catalogue of Life.